# Molophilus (Molophilus) bifidus
Molophilus (Molophilus) bifidus is een tweevleugelige uit de familie steltmuggen (Limoniidae). De soort komt voor in het Palearctisch gebied.